# George Stephanopoulos
George Stephanopoulos (Fall River, 10 de fevereiro de 1961) é um apresentador de televisão estadunidense. Ele é atualmente o principal âncora e principal correspondente político da ABC News, e co-apresentador do Good Morning America.
Antes de sua carreira como jornalista, Stephanopoulos era assessor do Partido Democrata. Ele se tornou proeminente como diretor de comunicação da campanha presidencial de Bill Clinton em 1992 e, posteriormente, tornou-se diretor de comunicações da Casa Branca.

## Carreira
Depois de deixar a Casa Branca no final do primeiro mandato de Bill Clinton, Stephanopoulos tornou-se analista político da ABC News e serviu como correspondente na This Week, o programa de assuntos públicos da ABC na manhã de domingo.
Em 14 de dezembro de 2009, Stephanopoulos estreou como apresentador do Good Morning America depois que Diane Sawyer foi nomeada âncora do World News. Ele anunciou a sua saída do programa em 10 de janeiro de 2010. No entanto, ele retornou como anfitrião em dezembro de 2011.